# DON!
『DON!』（ドン!）は、2010年（平成22年）3月29日から2011年（平成23年）3月25日まで日本テレビ系列で、平日11:55 - 13:55（JST）に生放送された情報・バラエティ番組である。副題は「毎日楽しく自分にプラス!」。ハイビジョン制作。

## 概要
- 2010年3月26日まで11:55-13:55に放送されていた『おもいッきりDON!』の後継番組である。約22年半続いた「おもいッきり」の冠が取れたが、コーナー「きょうは何の日」は引き続き放送された。
- 番組のタイトルロゴはドット字で「DON!」と表記されている。
- スタジオでは18歳以上の女性のみ番組を観覧できるようになっている（事前応募制）。
- ニュースコーナーを除いて、VTRは総じて4:3の標準画質（両サイドにピンクのサイドパネルを配置）となっている。金曜に放送されている放送終了後のトーク部分を紹介する際は16:9額縁になるが上下にもピンクのサイドパネルが付けられている。
- 中山秀征が『TheサンデーNEXT』の後番組となる『シューイチ』の総合司会に起用された[1]こともあり2011年3月25日をもって終了し、後身番組として南原清隆（ウッチャンナンチャン）が総合司会を、水卜麻美（日本テレビアナウンサー）がアシスタントを務める番組『ヒルナンデス!』[2]が2011年3月28日からスタート[3]。また、『午後は○○おもいッきりテレビ』時代から長年続いたコーナー「きょうは何の日」は本番組の終了と同時に24年の歴史にピリオドを打った。

## 出演者
| 月曜日                                                      | 火曜日                                            | 水曜日                                      | 木曜日                               | 金曜日                                                     |
| 総合司会・アシスタント                                      | 総合司会・アシスタント                            | 総合司会・アシスタント                      | 総合司会・アシスタント               | 総合司会・アシスタント                                     |
| ----------------------------------------------------------- | ------------------------------------------------- | ------------------------------------------- | ------------------------------------ | ---------------------------------------------------------- |
| 中山秀征（総合司会） 馬場典子（当時日本テレビアナウンサー） |                                                   |                                             |                                      |                                                            |
| 桝太一（当時日本テレビアナウンサー）                        | 桝太一（当時日本テレビアナウンサー）              | 上重聡（当時日本テレビアナウンサー）        | 上重聡（当時日本テレビアナウンサー） | 上重聡（当時日本テレビアナウンサー）                       |
| パネリスト                                                  |                                                   |                                             |                                      |                                                            |
| 徳光和夫 西山茉希 NON STYLE                                 | 大地真央 ミッツ・マングローブ サバンナ 益若つばさ | 有吉弘行 小倉優子 ハライチ ヨネスケ（隔週） | 松本明子 優木まおみ 土田晃之         | 草野仁 東MAX（Take2） ナイツ 神田沙也加 or ヨンア （隔週） |
| 曜日企画                                                    |                                                   |                                             |                                      |                                                            |
| 中山秀征 馬場典子                                           | ミッツ・マングローブ 益若つばさ                   | ハライチ（隔週） ヨネスケ（隔週）           | （週替わり女性芸人）                 | ナイツ                                                     |
| ナレーター                                                  |                                                   |                                             |                                      |                                                            |
| 佐野文俊 MAYU                                               |                                                   |                                             |                                      |                                                            |
| 「NEWSエクスプレス」                                        |                                                   |                                             |                                      |                                                            |
| 岸田雪子（日本テレビ報道局記者兼キャスター）                |                                                   |                                             |                                      |                                                            |

### 過去の出演者
| 出演者            | 曜日   | 担当コーナー         | 出演期間        |
| ----------------- | ------ | -------------------- | --------------- |
| レッド吉田（TIM） | 月曜日 | パネリスト           | 2010年4月 - 9月 |
| 森泉              | 火曜日 | パネリスト           | 2010年4月 - 9月 |
| U字工事           | 木曜日 | パネリスト・曜日企画 | 2010年4月 - 9月 |

## タイムテーブル

### 番組終了直前
| 時刻     | コーナー                                    | 詳細 |
| -------- | ------------------------------------------- | --- |
| 11:43.15 | 15秒予告アイキャッチ                        | S3スタジオから『DON!』の予告を伝える。『NNNストレイトニュース』終了直後に関東など一部地域で放送される。 |
| 11:55.00 | ラインナップ                                | 当日の「チョット気になる!」・特集・曜日企画・「きょうは何の日」の内容が紹介される。直後にCMが入る。 |
| 11:57.45 | オープニング                                | オープニングタイトルとオープニングテーマ曲が流れた後、スタジオの映像に切り替わり、パネリストとゲストが紹介される。「お昼だよ! DON!」の掛け声とポーズで次のコーナーに移る。 |
| 12:00頃  | 「チョット気になる!」                       | 『おもいッきりイイ!!テレビ』の「今日のトピックス」を受け継ぐ内容で、巷で気になるトレンド情報や人物を取り上げる。 |
| 12:14頃  | 特集                                        | 耳寄り情報、生活に役立つ情報やクイズ、エンターテインメントショーなど、毎日が楽しくなるような企画を発信する。 |
| 12:44頃  | 曜日企画                                    | 曜日毎に異なるテーマの企画が放送される。 - 月曜日「勝手に心理分析DON!DON!聞いちゃおう!」 毎回ゲストを呼んで行うトークコーナー。 - 火曜日「ミッツ&つばさのキッチン刑事（デカ）」 素敵なキッチンを訪れ、秘密を聞く。 - 隔週水曜日「グレートウーマン列伝“ピカピカなヤーツ”」 いろいろな意味でグレートな女性を紹介する。 - 隔週水曜日「突撃!隣の晩ごはん」 ヨネスケがとある町の家庭をアポ無しで訪問し、晩ごはんを味見しながら各家庭の家族と触れ合う。2軒目からは知り合いの家庭を紹介してもらい、数軒ほど訪ねる。 - 木曜日「美魔女ハンター」 美魔女の原石となる女性の元を訪れ、美の秘密を探る。 - 金曜日「イマどき注目ワード!Yahoo! JAPAN検索ランキング」 検索数が急上昇したワードのランキングを紹介する。また、ランキング内の注目のワードやランキング外の先取りワードについてネタを交えて説明する。説明の際に強引に金曜レギュラーの東貴博がかつて発売した曲「冷麺に恋をして」や森末慎二やクラシアン（「水」、「トラブル」、「パイプ」などに引っ掛けている）に結び付けてネタにするのが恒例になっている。 - - 「どんな疑問も解決!?Yahoo!知恵袋」 Yahoo!のQ&AサイトであるYahoo!知恵袋へ寄せられた質問とその回答の中から気になったものをネタを交えて紹介する。 - - 「衝撃写真 その時メガネがズレた」 衝撃スクープ写真を紹介する。 |
| 12:58頃  | 「きょうは何の日」                          | 『おもいッきりテレビ』『おもいッきりイイ!!テレビ』『おもいッきりDON!』の「きょうは何の日」をリニューアルしたもの。放送日と同じ日に起こった出来事や放送日と同じ命日、誕生日の有名人の人生をVTRで紹介する。主に再現VTRにおいてはいくつか過去に放送された番組の再現VTRを流用している。ナレーションは基本的に日本テレビアナウンサーが担当するが、事件・事故を取り上げる場合もしくは祝日に放送されるベストセレクション（過去のVTRを再編集したもの）を放送する場合は槇大輔などのナレーターが担当する。 |
| 13:15頃  | 「DON! ENTERTAINMENT」                      | 『おもいッきりDON!』の「午後イチ!エンタメ」を受け継ぐ内容で、エンタメニュースを紹介する。 |
| 13:25頃  | 「ヒデチョイス!」                           | 中山がその日注目したニュースを新聞記事を交えて紹介する。 |
| 13:30頃  | 「NEWSエクスプレス」                        | 最新ニュースを岸田雪子が伝えるコーナー。『おもいッきりテレビ』→『おもいッきりイイ!!テレビ』→『おもいッきりDON!』ニュースコーナーの流れを汲んでいる。なお、このコーナーのキャスターは『ザ・ワイド』→『情報ライブ ミヤネ屋』のニュースコーナーを兼務するのが慣例となっていたが、2010年3月29日以降は別のキャスター（豊田順子）が担当していた。ただし、岸田が夏休みの場合は、その豊田が代役を務めた。基本的には、『DON!』のスタジオからニュースを伝えるが、重大事件や事故のニュースがある場合は報道フロアからニュースを伝える場合があった。 |
| 13:52頃  | エンディング                                | 中山の「（お手を拝借!）よーっ、DON!」の掛け声と出演者によるカメラへ向けてのDON!ポーズで終了。 |
| 13:52.45 | 『情報ライブ ミヤネ屋』15秒予告アイキャッチ | 読売テレビ制作。読売テレビほか一部地域のみ直後に玄関前トークが続く。 |
| 13:53.00 | CM（ステブレ）                              | 13:55.00 『情報ライブ ミヤネ屋』に続く。 |

### 過去のコーナー
| 時刻    | コーナー | 詳細 |
| ------- | -------- | --- |
| 12:44頃 | 曜日企画 | 曜日毎に異なるテーマの企画が放送される。 - 月曜日「NON STYLEのマガジンガーZ」 発売中の雑誌から、気になる情報を紹介する。 - - 「マニアッカーZ」 世にはあまり出ていないマニアックな雑誌の内容を石田が紹介する。 - 火曜日「つばさバンナ トレンドラボ」 『おもいッきりDON!』の「コレくる!つばさセレクション」を受け継ぐコーナーで、ファッションからグルメまであらゆる流行を益若が研究所長、サバンナが研究員となり発信する。 - 隔週水曜日「ハライチのスゴい人列伝“○○なヤーツ”」 あらゆる分野でスゴい人物を紹介する。 - 木曜日「U字工事のニッポン勝手にランキング!」 47都道府県の中から毎週1つの都道府県に注目し、その県の凄いところのベスト3をランキングで紹介する。 |

## パネリストとしてのゲスト出演
- 『おもいッきりイイ!!テレビ』、『おもいッきりDON!』では毎日1、2名パネリストとしてゲストで招かれていたが、『DON!』になってからは1、2名だけでなく平均で3、4名、最大でも8名[13]くらいゲストで招かれたこともある。中には『ラジかるッ』、『おもいッきりDON!』時代にレギュラーとして出演した芸人、タレントや、兄弟番組的存在の『PON!』に出演しているレギュラー陣ならびトークコーナーにゲストとして迎えられた出演者も引き続き、パネリストとしてゲストに招かれたことがある。
- 時には番組上の都合によりゲストを呼ばないで、レギュラー陣だけで番組を進めたこともある。
- 番組の企画上により外国人タレントやニューハーフタレントを4、5人くらいゲストで招かれることもあった。

### ゲスト出演者
※パネリストとしての出演。以下、順不同。

#### 男性
| - 岡田圭右 - 春風亭小朝 - 加藤茶 - 井筒和幸 - 西村和彦 - 木村祐一 - 元木大介 - 石田純一 - 響 - サンドウィッチマン - 板東英二 - 佐々木健介 - タッキー&翼 - 柳沢慎吾 | - 野々村真 - 笑い飯 - 梅田直樹 - 渡部陽一 - 三遊亭円楽 - ザ・たっち - はなわ - ボビー・オロゴン - 武田修宏 - ウエンツ瑛士 - スリムクラブ - 東朋宏 - じょんて★もーにんぐ - 和泉元彌 | - 島田秀平 - 山田五郎 - ユージ - オスマン・サンコン - 羽鳥慎一 - ノッチ - バナナマン - 内藤大助 - TOKIO - 神奈月 - JOY - 香田晋 - 神田瀧夢 - 髙嶋政宏 | - 志村けん - 片岡鶴太郎 - 哀川翔 - 川合俊一 - 石塚英彦 - えなりかずき - 今田耕司 - 宮川大輔 - 塚本高史 - 筧利夫 - 武田真治 - 具志堅用高 - ケンドーコバヤシ - 世界のナベアツ | - 武田鉄矢 - はんにゃ - ダチョウ倶楽部 - 天野ひろゆき - 藤木直人 - チェ・ホンマン - ガレッジセール - 雨上がり決死隊 - なだぎ武 - 渡部豪太 - パンツェッタ・ジローラモ - チャド・マレーン - ベルナール・アッカ - ニコラス・ペタス | - 生島ヒロシ - 柳生博 - D☆DATE - COWCOW - ナオト・インティライミ - 濱田龍臣 - よゐこ - 佐々木主浩 - 津川雅彦 - 桐谷健太 - 佐藤健 - 大野智 - 松本潤 - 二宮和也 | - チャック・ウィルソン - 松山ケンイチ - 角田信朗 - 林家正蔵 - ブラザー・トム - TIM - 勝俣州和 - 原口あきまさ - 天津木村 - つるの剛士 - 高田純次 - 中村蒼 - 向井理 - 楽しんご |

#### 女性
| - 上原美優 - 高嶋ちさ子 - 神田うの - 新山千春 - misono - 上原さくら - 高木美保 - 村上里佳子 - 友近 - 楠田枝里子 - 南明奈 - 古村比呂 - ダイアナ・エクストラバガンザ - 富岡佳子 | - 北斗晶 - 関根麻里 - 榊原郁恵 - 若槻千夏 - 倉科カナ - 国生さゆり - MAX - AKB48 - 西村知美 - フィフィ - スザンヌ - 桜庭ななみ - 真琴つばさ - 井森美幸 | - 夏目三久 - サヘル・ローズ - ローラ・チャン - 香坂みゆき - 山田花子 - 野々村俊恵 - 国重友美 - 熊田曜子 - 上原多香子 - 今井絵理子 - ちはる - おかもとまり - はるな愛 - 岡本夏生 | - 坂下千里子 - 柴田理恵 - 小森純 - 富永美樹 - 東尾理子 - 椿鬼奴 - 北陽 - alan - 春香クリスティーン - 久保純子 - 阿部哲子 - 髙田万由子 - 浅香光代 - 西川史子 | - 磯野貴理 - 八代亜紀 - 藤本美貴 - 矢口真里 - 綾瀬はるか - 中川翔子 - 水野真紀 - 佐藤かよ - 片岡安祐美 - 森下千里 - 谷村美月 - 里田まい - 大河内志保 - 由紀さおり | - 藤岡みなみ - ユンソナ - ローラ - ダンプ松本 - ジャガー横田 - 平愛梨 - アイリス - ビビアン・スー - 高畑淳子 - 吉岡美穂 - 前田愛 - 奈美悦子 - 杉本彩 - 吉高由里子 | - 成海璃子 - 吉川ひなの - 千野志麻 - リサ・ステッグマイヤー - 清水ミチコ - オアシズ - 川島海荷 - 藤田朋子 - 新田恵利 - 渡辺美奈代 - いとうあさこ - ハリセンボン - 平山あや - 片瀬那奈 |

## ネット局
| 放送対象地域   | 放送局                          | 放送曜日・放送時間        |
| -------------- | ------------------------------- | ------------------------- |
| 関東広域圏     | 日本テレビ (NTV) 『DON!』制作局 | 月曜 - 金曜 11:55 - 13:55 |
| 北海道         | 札幌テレビ (STV)                | 月曜 - 金曜 11:55 - 13:55 |
| 青森県         | 青森放送 (RAB)                  | 月曜 - 金曜 11:55 - 13:55 |
| 岩手県         | テレビ岩手 (TVI)                | 月曜 - 金曜 11:55 - 13:55 |
| 宮城県         | ミヤギテレビ (MMT)              | 月曜 - 金曜 11:55 - 13:55 |
| 秋田県         | 秋田放送 (ABS)                  | 月曜 - 金曜 11:55 - 13:55 |
| 山形県         | 山形放送 (YBC)                  | 月曜 - 金曜 11:55 - 13:55 |
| 福島県         | 福島中央テレビ (FCT)            | 月曜 - 金曜 11:55 - 13:55 |
| 山梨県         | 山梨放送 (YBS)                  | 月曜 - 金曜 11:55 - 13:55 |
| 新潟県         | テレビ新潟 (TeNY)               | 月曜 - 金曜 11:55 - 13:55 |
| 長野県         | テレビ信州 (TSB)                | 月曜 - 金曜 11:55 - 13:55 |
| 静岡県         | 静岡第一テレビ (SDT)            | 月曜 - 金曜 11:55 - 13:55 |
| 富山県         | 北日本放送 (KNB)                | 月曜 - 金曜 11:55 - 13:55 |
| 石川県         | テレビ金沢 (KTK)                | 月曜 - 金曜 11:55 - 13:55 |
| 福井県         | 福井放送 (FBC)                  | 月曜 - 金曜 11:55 - 13:55 |
| 中京広域圏     | 中京テレビ (CTV)                | 月曜 - 金曜 11:55 - 13:55 |
| 近畿広域圏     | 読売テレビ (ytv)                | 月曜 - 金曜 11:55 - 13:55 |
| 鳥取県・島根県 | 日本海テレビ (NKT)              | 月曜 - 金曜 11:55 - 13:55 |
| 広島県         | 広島テレビ (HTV)                | 月曜 - 金曜 11:55 - 13:55 |
| 山口県         | 山口放送 (KRY)                  | 月曜 - 金曜 11:55 - 13:55 |
| 徳島県         | 四国放送 (JRT)                  | 月曜 - 金曜 11:55 - 13:55 |
| 香川県・岡山県 | 西日本放送 (RNC)                | 月曜 - 金曜 11:55 - 13:55 |
| 愛媛県         | 南海放送 (RNB)                  | 月曜 - 金曜 11:55 - 13:55 |
| 高知県         | 高知放送 (RKC)                  | 月曜 - 金曜 11:55 - 13:55 |
| 福岡県         | 福岡放送 (FBS)                  | 月曜 - 金曜 11:55 - 13:55 |
| 長崎県         | 長崎国際テレビ (NIB)            | 月曜 - 金曜 11:55 - 13:55 |
| 熊本県         | くまもと県民テレビ (KKT)        | 月曜 - 金曜 11:55 - 13:55 |
| 鹿児島県       | 鹿児島読売テレビ (KYT)          | 月曜 - 金曜 11:55 - 13:55 |

1. ↑  中山秀征：日テレ昼の顔から日曜朝の顔に　「サンデー」の後継「シューイチ」司会 毎日新聞 2011年2月25日
2. ↑  企画段階では『南原清隆のお昼ナンです。』という仮タイトルであった。なお、水卜は2017年9月に降板している。
3. ↑  当番組開始と同時に『ズームイン!!サタデー』の総合司会を担当することになったため、2010年9月までは月曜は出演せず、2010年10月以降は月曜・火曜は出演しない。なお、月曜担当の桝も『ズムサタ』でスポーツキャスターを担当する。
4. ↑  日曜日午前8時から放送の『TheサンデーNEXT』の司会も務めていたが番組終了に伴い降板。当番組も終了したため、徳光は地上波でのレギュラー番組は全て消滅した(当時)。
5. 1 2 3 4 5  『ヒルナンデス!』にも継続して出演。
6. ↑  澤部のみDON!終了の1年半後の2012年10月から番組終了までフジテレビ 『笑っていいとも!』のレギュラーを務めていた、2023年1月より『[ぽかぽか]』のメインMC。
7. ↑  隔週で交代出演。2011年3月25日(最終回)に最初で最後の共演を果たした。
8. ↑  コーナーに出演した女性芸人は、バービー(フォーリンラブ)、ハリセンボン、しずちゃん(南海キャンディーズ)、だいたひかる、小原正子(クワバタオハラ)、まちゃまちゃ、渡辺直美、北陽、山田花子、椿鬼奴。 DON!レギュラーの松本明子もこのコーナーに一度だけ出演したことがある。
9. ↑  主に『知ってるつもり?!』や『いつみても波欄万丈』。他にも出来事や歴史上の人物を取り上げた特番やドラマ・時代劇が使われることもある。
10. ↑  2011年3月15日以降は同月11日に発生した東日本大震災の影響を受け、その後も地震に関する最新情報に対応するため当コーナーではこの日から全て報道フロアからの進行となり、この状況で最終回を迎える事となった。ただし、最終回でのエンディングにおける出演者・番組スタッフ全員での挨拶の際には岸田も『DON!』のスタジオに集合し、一斉に番組の最後を締めくくった。
11. ↑  放送時間によって省略される事がある。
12. ↑  2010年8月24日放送。その日のゲストは、城島茂(TOKIO)、アイドルグループAKB48から高橋みなみ、北原里英、渡辺麻友、指原莉乃、宮澤佐江、高城亜樹、峯岸みなみの8人がゲストの最多人数。
13. 1 2 3  第一回目のゲスト
14. 1 2 3 4 5 6 7  『PON!』レギュラー出演者。
15. ↑  妻と共にパネリストとしてゲスト出演。
16. ↑  2010年8月23日放送分は山口達也。24日放送分は城島茂。25日放送分は長瀬智也、国分太一。26日放送分は松岡昌宏。27日放送分は5人全員で出演。
17. ↑  2010年8月10日放送分は北原里英、宮澤佐江、峯岸みなみ。8月24日放送分は高橋みなみ、北原里英、渡辺麻友、指原莉乃、宮澤佐江、高城亜樹、峯岸みなみ。10月8日放送分は柏木由紀、指原莉乃、高城亜樹。10月15日放送分は前田敦子。2011年2月25日放送分は大島優子。3月4日放送分は小嶋陽菜が出演している。
18. ↑  テレビ朝日系列（サブ）とのクロスネット局でもあるが、ANNの一般番組供給部門には非加盟。

クロスネット局のテレビ大分（TOS・大分県：日本テレビ系列・フジテレビ系列）・テレビ宮崎（UMK・宮崎県：フジテレビ系列・日本テレビ系列・テレビ朝日系列）ではフジテレビ系列の番組を同時ネットとしているため、いずれも非ネット。

## スタッフ
- 総合演出：武澤忠
- 演出
  - 月曜日：大倉雅弘
  - 火曜日：池谷賢志
  - 水曜日：伴在正行
  - 木曜日：藤森和彦
  - 金曜日：村上剛
- テーマ曲：「ジェットラブ」PUFFY（キューンレコード）
- 構成：川崎良
  - 月曜日：大久保政男、倉野満、城田光男
  - 火曜日：夏目宗弘、藤原琢也
  - 水曜日：高野雄宇、橋本敦、橋本拓也、内田裕士
  - 木曜日：城田光男（城田純・城田優兄弟の父親）、大久保政男
  - 金曜日：下河内一雄、藤原琢也、倉野満、小林のぞみ
- TM：石塚功
- SW：村松明、松嶋賢一、三井隆裕、蔦佳樹
- CAM：工藤恂児、中川昭生、山田祐一、米田博之、榎本丈之
- VE：鈴木雄仁、佐久間治雄、矢内理絵、岩間知行、高橋卓、斎藤孝行、笈川太、飯島友美、矢田部昭
- 音声：辻直哉、大島康彦、小原正広、高木哲郎、三石敏生
- LD：名取孝昌、小川勉、榎本舞、細川登喜二、井口弘一郎、安井雅子、渡辺一成、浅見俊一、長島美夫
- 技術：NiTRo
- 美術：日テレアート
- 音効：磯川浩己、鈴木宗寿、磯田恵美、片岡幸司、菊池隆裕、遠藤夕佳、田上ゆかり、宮下博国
- TK：竹島祐子、田中綾、釆岡洋子、生川友美、林たか子、長坂真由美、山際慎子
- 音楽協力：日本テレビ音楽
- CG協力：アイブリックスタジオ
- 協力：4Cast.co.jp
- ロゴデザイン：aim
- 美術P：大川明子
- デザイン：波多野真理
- スタイリスト：山本祐行、藤井やすのり、飯塚チサト
- 制作協力：AX-ON、東阪企画
- AD：
  - 月曜日：牧戸城司、小島隆彰、礒田泰市、増田雄太、王歓、酒井麻衣、大沼慶太、野島穣治、荒木智、濱本幾子
  - 火曜日：松本圭子、笹川麻末、瀧本卓、荒木智、大沼慶太、野島穣治、山本大輔、貝山京子、山住昌弘、野村祐介、郡奈津実、濱本幾子
  - 水曜日：牧戸城司、松本圭子、山本大輔、高吉旭、宮良純子、八木橋仁、大坪茉莉子、片平優子、下山美穂、郡奈津実、濱本幾子、野村祐介、野島穣治
  - 木曜日：牧戸城司、下山美穂、足立仁美、宮脇英一郎、朴智恵、山本大輔、松本慎太郎、野村祐介、濱本幾子、野島穣治
  - 金曜日：工藤真太、大沼慶太、関家浩太郎、松本慎太郎、冨永琢磨、山本大輔、高橋早紀、下山美穂、野村祐介、野島穣治、濱本幾子
- 芸能デスク：宮澤清夫、高梨安弘、小野元
- エンタメP：伊藤彰
- 報道デスク：宇佐美理、片谷直子、鯵坂圭司、小倉宏
- PR：柳沢典子
- ディレクター
  - 月曜日：松浦巧晃、玉井伴宙、山岸隆之、川島啓史、小谷信公、辻智子、江村英紀、広芝学
  - 火曜日：三井利行、川上渡、高橋梨江、折田将臣、藤原ともい、小西梓美、小俣友紀、小林拓弘、鈴木徹
  - 水曜日：寺山順二、古橋光義、金澤知子、水野葉子、染谷昌彦、政田もも子、畑中真治、黒田伸、酒井貴雄、鈴木徹
  - 木曜日：寺山順二、金沢浩二、青木知広、赤城雄太、小林拓弘、高野修、石島良浩、杉江達也、水野葉子、島林誠太朗、松尾郁弥、鈴木健太、鈴木徹
  - 金曜日：鈴木利夫、松本圭子、高野正樹、畑田佳代、菊池佳代、西川宏一、中野伸郎、宮崎浩一、鈴木徹
- AP：切田美伸、生田目瑞穂
- デスク：松本真生、志村美果、安永美和
- プロデューサー：横田崇、大西威、服部完英、藤井純、眞山香織、海野大輔、小山人志、仲田恵一
- チーフプロデューサー：岡田泰三
- 製作著作：日本テレビ

### 過去のスタッフ
- 演出：中川学
- TM：小椋敏宏
- AP：佐々木一弘
- プロデューサー：矢野尚子、宮木宣嗣
- チーフクリエイター：八木元

## 出来事
- 2010年3月29日（月） - 新番組『DON!』としてスタート。タイトルのロゴデザインやスタジオのセットを一新した。『PON!』からMCの岡田圭右がスペシャルゲストとして出演した。
- 2010年4月26日（月） - 番組初のゲスト出演者なし。レギュラー出演者のみで番組を進めた。[7]
- 2010年5月5日（水） - 特別企画として「曜日対抗クイズ大会」が行なわれ、月曜日から金曜日までのレギュラー出演者が一堂に会した。
- 2010年5月21日（金） - 「イマどき注目ワード! Yahoo! JAPAN検索ランキング」で度々紹介された中山秀征、香田晋のソックリ俳優、矢崎文也がサプライズゲストとして生出演。中山秀征、香田晋と初めての対面でもあり、3人が一緒に揃う夢の共演となった。
- 2010年6月2日（水） - 鳩山由紀夫首相（当時）の辞意表明を受けて、番組内容が大幅に変更された。
- 2010年6月7日（月） - 中山の結婚記念日。白城あやかがスタジオで生観覧した。
- 2010年6月16日(水) - 有吉がゲストの北川景子に整形を揶揄して「鼻だけ変」というあだ名を付け出演者・スタッフ・観覧者一同大爆笑となった。
- 2010年6月25日（金） - FIFAワールドカップ・南アフリカ大会・E組 日本対デンマーク戦の再放送のため休止。
- 2010年8月9日週 - 20年に渡って放送されたコーナー「きょうは何の日」が「きょうは何の日 ベストセレクション」として視聴者から反響が大きかった出来事、事件などをピックアップして放送された。
- 2010年9月20日（月） - 「祝日豪華版!DON!ファミリー大集合スペシャル!」と題し、DON!レギュラーの家族・親類がパネリストとしてゲスト出演した[8]。
- 2010年9月27日週 - 馬場典子が夏期休暇のため、月曜日・火曜日は延友陽子、水曜日 - 金曜日は森富美（いずれも日本テレビアナウンサー）が代理出演した。
- 2010年9月30日（木）・10月1日（金） - ニュース担当の岸田雪子が日本テレビ労組によるストライキのため出演せず、矢島学（日本テレビアナウンサー）が代理出演した。なお、森富美・上重・矢島アナはストライキから除外されたため出演した。
- 2010年10月4日（月） - リニューアルを行ない、出演者・コーナーを一部変更した。
- 2010年10月21日（木）・10月22日（金） - 上重が夏期休暇のため、藤井恒久（日本テレビアナウンサー）が代理出演した。
- 2010年11月10日（水） - 前日に一部スポーツ紙で結婚報道があった水曜パネリストの小倉優子が生出演。番組冒頭からその真相について生告白した。その話題もあってか視聴率で『笑っていいとも!』を上回り、民放同時間帯トップを記録した（『DON!』5.7%、『笑っていいとも!』5.3%…ビデオリサーチ調べ）。
- 2010年11月15日（月） - この日にスポーツ紙に熱愛報道があった、里田まいにその真相を生告白した。尚、里田はその日はゲストで呼ばれていた[9]
- 2010年12月13日（月） - 月曜レギュラーの徳光和夫が寝坊のため遅刻。12時15分に登場したが「目覚ましを1時間間違えた」と反省しきりだった。
- 2010年12月27日（月） - 「2010年大忘年会SP」と題し、この年の話題の人がスタジオに出演した。[10]おまけに「勝手にM-1延長戦! D-1グランプリ」という特別企画も行われた。[11]
- 2010年12月28日（火）~12月31日（金）・2011年1月3日（月） - 年末年始特別編成のため休止。なお、12月28日は後続の『情報ライブ ミヤネ屋』（読売テレビ制作）が11:55開始の年末4時間スペシャルとなった。
- 2011年1月4日（火） - 2011年の初回放送のため、出演者全員が晴れ着で出演した。
- 2011年1月5日（水） - 第89回全国高校サッカー選手権大会の中継のため、『DON!』のみ放送が休止された。『PON!』は通常通り放送された。
- 2011年1月6日（木） - 新企画『勝手に心理分析! DON DON 聞いちゃおう!』のコーナーで、昨年「トイレの神様」で大ブレークした植村花菜がゲストとして生出演した。
- 2011年1月7日（金） - 「イマどき注目ワード! Yahoo! JAPAN検索ランキング」で2010年以内に交際してくれる女性芸能人が見つからないと芸名を改名すると公約[12]した東MAXが、期限以内に交際相手が見つからなかった為、コーナーの中で『2代目 東八郎』の襲名披露を行った。
- 2011年3月3日（木） - 耳の日ということで当番組含め当日の同局系の全国ネットの生番組のすべてでリアルタイム字幕放送が実施された[13]。
- 2011年3月14日（月） - 当日昼前までの段階では、番組全編を3月11日に発生した東日本大震災の報道に充て、内容を大幅に変更して放送する予定だったのだが、『PON!』放送中の11:01に福島第一原子力発電所事故3号機水素爆発発生のため、11:14 - 13:55まで『NNN報道特別番組』をノー CM で急遽放送することとなった為、放送が休止された。
- 2011年3月15日週 - 番組全編を3月11日に発生した東日本大震災の報道に充て、内容を大幅に変更して放送された。この期間内でも司会陣はもちろん、番組レギュラー、ゲストタレントも数名出演していた。[14]
- 2011年3月21日週 - 『番組ファイナル週SP』と題し、恒例となった人気企画をはじめファイナルならではの特別企画も行われた。
- 2011年3月25日（金） - 『DON!』最終回。番組レギュラー出演者が一堂に会し、「曜日対抗クイズ大会!」などが行われた。番組の枠を越え約20年放送されてきたコーナー「きょうは何の日」も同時に最終回となり、2年間（『おもいッきり』時代を含む）の番組の歴史に幕を下ろした。日テレが45年間に渡り放送し続けたこの時間帯における情報・報道枠もこの番組終了と同時に撤退となったが、2012年1月6日より、後身番組『ヒルナンデス!』で報道枠が9ヶ月振りに復活した[15]。

## 脚註
1. ↑  テレビ大分は正式なNNS加盟局。
2. ↑  広島テレビ・山口放送・南海放送・福岡放送・くまもと県民テレビで受信できる地域は視聴する事ができる。
3. ↑  テレビ宮崎はNNSは非加盟。
4. ↑  くまもと県民テレビ・鹿児島読売テレビで受信できる地域は視聴する事ができる。
5. ↑  『笑っていいとも!』・『ライオンのごきげんよう』・『昼の帯ドラマ（THKドラマ）』（東海テレビ制作）。
6. ↑  このため、テレビ大分はNNSに加盟局で（現在（1994年4月以降））唯一本枠非ネットである。
7. ↑  4月26日以降にもゲスト不在の日もあり、5月は5日、11日、17日、18日、24日、28日。6月は14日、18日、29日。7月は2日、5日、12日、26日、28日。8月は2日と20日。最終回の2011年3月25日のみである。
8. ↑  当日、パネリストとして出演したDON!レギュラーの家族・親類は、ミッツ・マングローブ（徳光和夫の甥）、東朋宏（東MAXの弟）、梅田直樹（益若つばさの夫）、石田信行と石田みや子（石田明（NON STYLE）の父母）。
9. ↑  出演者全員でリポーターみたいになり質問した。その写真が他局であるフジテレビのめざましテレビで紹介された。
10. ↑  「話題の人」として出演したのは、石田純一、はるな愛、南明奈、島田秀平。DON!レギュラーの小倉優子の5人。
11. ↑  NON STYLE、ナイツ、ハライチの3組が出場。結果はハライチが優勝した。
12. ↑  2010年4月23日に番組コーナーで公約。『2代目 東八郎』名義は『DON!』においてのみであり、これ以外の芸能活動は東貴博ないし東MAXのままである。
13. ↑  日本テレビ｜“耳の日”地デジ推進・字幕放送キャンペーン
14. ↑  3月15日放送は、生島ヒロシ、サンドウィッチマン。3月16日放送は、徳光和夫、高木美保。17日放送は松本明子、優木まおみ、土田晃之。18日放送は、生島ヒロシ、榊原郁恵、東MAX。おまけに『PON!』でおなじみの精神科医、名越康文もコメンテーターとして出演した。スタジオの観客、テーマソングはナシ。
15. ↑  後継番組である『ヒルナンデス!』はバラエティ枠としての扱い。そのため、同番組ではニュースコーナーなどは一切設けられていなかったが、2012年1月6日より、同番組でもニュースコーナーが9ヶ月振りに設けられた。ただし、それまでの番組の放送と同じスタジオではなく『情報ライブ ミヤネ屋』同様スタジオとは別の報道フロアでアナウンサーがニュースを読み上げ、終了後にレギュラー出演者とクロストークをする形を採っている。